# Región de Chūbu
La región Chūbu (en japonés: 中部地方; Hepburn: Chūbu-chihō, Kunrei-shiki: Tyûbu-tihô) es la región central de la isla de Honshu, la principal isla del Japón. Chūbu tiene una población estimada de 23 575 736 personas a fecha de 1 de agosto de 2010.

## Resumen

Mapa de las prefecturas de la región Chūbu

Chūbu, que significa 'región central', comprende nueve prefecturas (ken): Aichi, Fukui, Gifu, Ishikawa, Nagano, Niigata, Shizuoka, Toyama, Yamanashi, y a veces también se incluye Mie.
Se localiza entre las regiones de Kanto y de Kansai e incluye a la ciudad de Nagoya junto a las costas del océano Pacífico y del mar del Japón, así como también al famoso monte Fuji.
A grandes rasgos se puede subdividir en 3 regiones: la región de Hokuriku, que se encuentra a orillas del mar de Japón; la región de Kōshin'etsu (montaña Central), en la parte interior de la zona; y la región de Tokai, junto a las costas del océano Pacífico.
- Prefecturas de Hokuriku: Niigata, Toyama, Ishikawa, Fukui.
- Prefecturas de Kōshin'etsu: Yamanashi, Nagano, norte de la prefectura de Gifu.
- Prefecturas de Tokai: Shizuoka, Aichi, sur de la prefectura de Gifu.

## Clima
La región de Hokuriku y la región de Hokushin (norte de la prefectura Nagano), se puede observar el clima típico de zonas que se encuentran en lado del mar de Japón, es decir, es una región de nevadas pesadas, tanto que no es muy común en la biosfera del humano. Por el otro lado, en la región de Koshin y la prefectura de Gifu (Región Hida, Tōnō) tienen el clima típico del mediterráneo, donde la diferencia de la temperatura es muy variable. Además es la zona donde se encuentra la Montaña Japonesa （日本アルプス）. Y en la región de Tokai tienen un clima típico de lado océano Pacífico, donde el clima es bastante caliente.